# سیچلاید کوتوله دو خط
سیچلاید کوتوله دو خط با نام علمی Apistogramma bitaeniata گونه‌ای از ماهی‌های آب شیرین بنتوپلاژیک از آمریکای جنوبی است. این یک سیکلید کوتوله گونه ای بسیار محبوب در بین آکواریوم داران است.
سیچلاید کوتوله دو خط در رودخانه های آب تیره حوضه آمازون در برزیل و پرو یافت می شود.